# ساتنیک

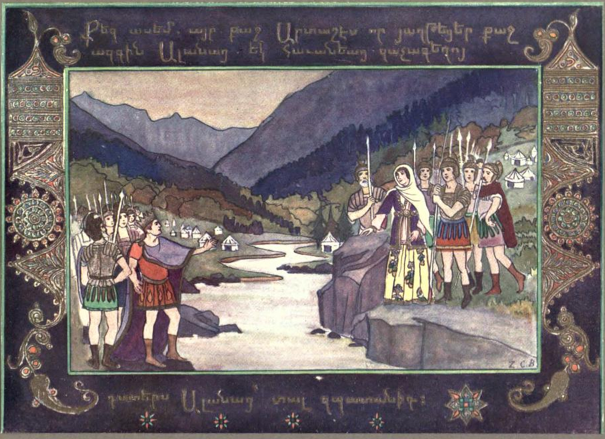
آرتاشس و ساتنیک

ساتنیک (ارمنی: Սաթենիկ؛ نام شاهزاده‌ای است که با آرتاشس پادشاه ارمنستان ازدواج نمود. داستان عاشقانه آنها که تحت عنوان آرتاشس و ساتنیک شناخته شده‌است را موسس خورناتسی، تاریخ‌نگار ارمنی در تاریخ ارمنستان خویش معرفی نموده‌است.